# كعابة (حبيش)

تعديل مصدري - تعديل

كعابة محلة تابعة لقرية الربع، التابعة لعزلة بني شبيب بمديرية حبيش إحدى مديريات محافظة إب في الجمهورية اليمنية، بلغ تعداد سكانها 154 حسب تعداد اليمن لعام 2004.